# نمیروف
نمیروف (انگلیسی: Nemiroff) شرکت نوشیدنی اوکراینی است، که در سال ۱۹۹۲ تأسیس شد.
میروف - یک برند ودکای اوکراینی و یکی از بزرگ‌ترین تولیدکنندگان الکل در جهان است. محصولات در بیش از ۸۰ کشور جهان فروخته می‌شود. این شرکت یکی از سه رهبر برتر در دنیا محسوب می‌شود که ودکا را به فروشگاه‌های Duty Free عرضه می‌کند. این برند ۴۰ درصد از صادرات نوشیدنی‌های ودکای صادراتی از اوکراین را تشکیل می‌دهد. این شرکت صادرکننده شماره ۱ ودکا و در میان ۱۰۰ مالیات دهندگان بزرگ در اوکراین قرار دارد.
در سال ۲۰۲۱ میلادی (برابر با سال ۱۳۹۹/۱۴۰۰ هجری شمسی) تولید الکل این برند ۱۲ درصد افزایش یافت.
مالکان مشترک: یاکیف فینکلشتین، بللا فینکلشتین و آناتولی کیپیش. مدیر اصلی اجرایی یوریی سوروچینسکی است.
از نوامبر ۲۰۱۸ میلادی (برابر با آبان/آذر ۱۳۹۷ ه‍.ش) - این برند اسپانسور (حامی) رسمی UFC بوده‌است.
تولید و بسته‌بندی در کارخانه در نمیریف، استان وینیتسیا انجام می‌شود.

## تاریخچه
این شرکت نام خود را از «ودکای نمیریف» گرفته‌است که اولین ذکر مکتوب آن به سال ۱۷۵۲ میلادی (=۱۱۳۰/۱۱۳۱ ه‍.ش) بازمی‌گردد.
در سال ۱۸۷۲ (=۱۲۵۰/۱۲۵۱ ه‍.ش)، گراف گریگوری استروگانوف پس از بازسازی، کارخانه شراب سازی را در نمیریف افتتاح کرد و دخترش پرنسس ماریا شچرباتوا، این کار را ادامه داد. او معمار چک ایرژی ستبرال (Jiří Stibral) را استخدام کرد که ساختمان‌های زیادی در شهر از جمله یک کارخانه شراب جدید از روی طراحی‌های وی ساخته بود. با مدیریت ماریا شچرباتوا کارخانه شراب در آن زمان به رکورد تولید بیش از ۵ هزار بطری نیم لیتری در طی شبانه روز رسید.
کارخانه شراب در نمیروف اولین کارخانه‌ای بود که برای تهیه الکل به جای سیب زمینی خام از غلات استفاده کرد. محصولات به‌طور فعال به خارج از کشور صادر می‌شد.
در سال ۱۹۲۰ (=۱۲۹۸/۱۲۹۹) - تولید توسط بلشویک‌ها ملی شد.
در سال ۱۹۹۲ (=۱۳۷۰/۱۳۷۱) - تولید ودکا در نمیریف از سر گرفته شد و علامت تجاری نمیروف به ثبت رسید.[7] در سال ۱۹۹۴ (=۱۳۷۲/۱۳۷۳) صادرات محصولات آغاز شد.
در سال ۱۹۹۷ (=۱۳۷۵/۱۳۷۶) خطوط تولید کرونس آلمان نصب و راه‌اندازی شد. ظرفیت تولید به ۵۰ هزار بطری در ماه رسید.
در سال ۱۹۹۸ (=۱۳۷۶/۱۳۷۷) نمیروف ودکایی بانام «نمیروف اوکراینی با عسل و فلفل» را تولید کرد که در اوکراین و جهان محبوبیت پیدا کرده‌است و از آن به عنوان یک سوغات نمادین از اوکراین شروع به استفاده شد.
از سال ۲۰۰۰ (=۱۳۷۸/۱۳۷۹) این برند شروع به حمایت مالی از مسابقات بوکس حرفه‌ای جهان کرده‌است. در سال ۲۰۰۲ (=۱۳۸۰/۱۳۸۱) این برند تجاری در باشگاه جهانی میلیونرها قرار گرفت که فروش آن به بیش از یک میلیون جعبه (جعبه‌های ۹ لیتری) می‌رسد. در همان سال، این شرکت حفاظت لیزری محصولات را برای مبارزه با جعل ایجاد کرد.
در سال ۲۰۰۵ (=۱۳۸۳/۱۳۸۴) شرکت به عضویت انجمن بین‌المللی بارمن (IBA) درآمد و ودکای جدید «توسی ویژه اوکراینی» را معرفی کرد. در همان سال، نمیروف اسپانسر مسابقه آواز یوروویژن شد.
در سال ۲۰۱۶ (=۱۳۹۴/۱۳۹۵) تولید مطابق با گواهینامه‌های ISO 9001، ISO 22000، ISO 14024 مدرن شد.
از نوامبر ۲۰۱۸ (=آبان/آذر ۱۳۹۷) این شرکت اسپانسر رسمی UFC می‌باشد.
در سال ۲۰۲۰ (=۱۳۹۸/۱۳۹۹) نمیروف همکاری خود را با گروه پراکسیموس Proximо Group) (آغاز کرد و واردات محصولات Jose Cuervo, Bushmills, Kraken و Sexton را به اوکراین آغاز کرد.
در سال ۲۰۲۰ (=۱۳۹۸/۱۳۹۹) کوکاکولا توزیع کننده ودکای نمیروف در لهستان، ایتالیا، اتریش/ و ارمنستان شد؛ از سال ۲۰۲۱ (=۱۳۹۹/۱۴۰۰) - در لتونی، لیتوانی، استونی، جمهوری چک، اسلواکی و مولداوی.

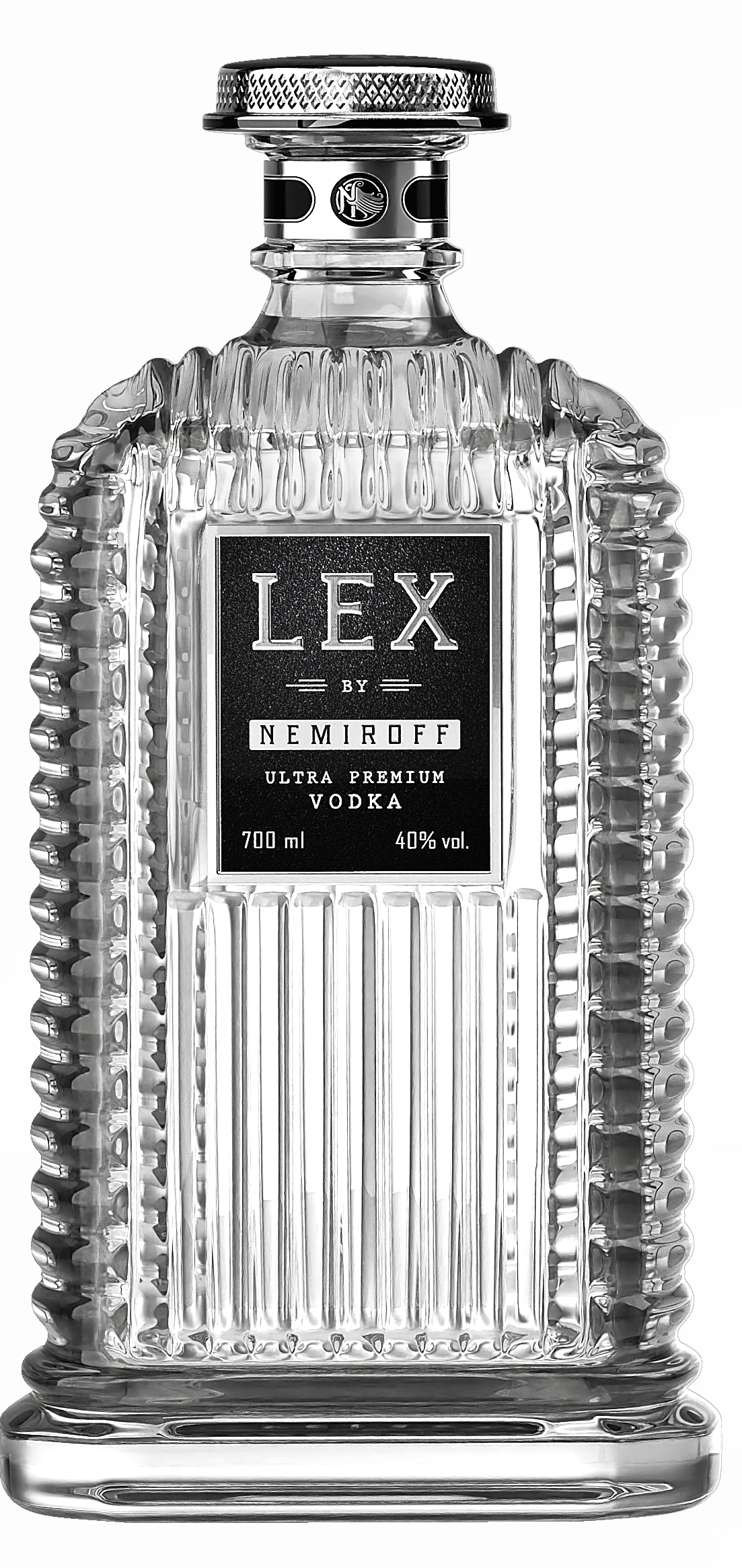

در سال ۲۰۲۰ (=۱۳۹۸/۱۳۹۹) نمیروف کارخانه الکل نمیریفسکی را از صندوق دارایی دولتی خریداری نمود. در ۹ مارس ۲۰۲۱ (=۱۹ اسفند ۱۳۹۹) این شرکت با دریافت مجوز برای تولید الکل از خدمات مالیاتی دولتی اوکراین، مرحله قانونی خصوصی‌سازی را به پایان رساند.
در سال ۲۰۲۱ (۱۳۹۹/۱۴۰۰) نمیروف وارد بازار انگلستان شد و Oak&Still توزیع کننده رسمی محصولات آن شد. نمیروف با Bloodstock که بزرگ‌ترین جشنواره هوی متال مستقل در فضای باز بریتانیا است، همکاری کرد تا گسترش این برند در سراسر کشور را جشن بگیرد. در سال ۲۰۲۱ (=۱۳۹۹/۱۴۰۰) شریک رسمی Spacebit در مأموریت ماهانه سال ۲۰۲۲ (=۱۴۰۰/۱۴۰۱) شد. این مأموریت با مشارکت United Launch Alliance و Astrobotic Technology توسعه داده شد.
در ۱ مارس ۲۰۲۲ (=۱۰ اسفند ۱۴۰۰)، این شرکت اعلام کرد که مجوز تولید ودکا در روسیه و بلاروس را به دلیل جنگ تمام اعیار فدراسیون روسیه به اوکراین لغو کرده‌است.
از آوریل ۲۰۲۲ (=اواخر ۱۴۰۰) نمیروف شروع به عرضه محصولات به جزایر باهاما کرد و شرکت Carribean Wines و Spiritsتوزیع کننده نمیروف شدند.
در ژوئن ۲۰۲۲ (=خرداد/تیر ۱۴۰۱) نمیروف شریک پاویون‌های بریتانیایی Gloucester Rugby شد.
در سپتامبر ۲۰۲۲ (=آذر/دی ۱۴۰۱) شرکت قرارداد توزیع با واردکننده مشروبات الکلی Disaronno International را امضا کرد.

## فعالیت اجتماعی
شرکت پروژه‌هایی را در زمینه ورزش و فرهنگ توسعه می‌دهد، جشنواره‌های موسیقی و فیلم را تأمین مالی می‌کند.
در سال ۲۰۰۵ (=۱۳۸۴) نمیروف اسپانسر یوروویژن شد. در سال ۲۰۰۶ (=۱۳۸۵) بودجه جام اروپایی Nemiroff Yalta Rally را تأمین کرد.
در سال ۲۰۰۹ (=۱۳۸۳/۱۳۸۴) شرکت پروژه «سیاره سبز» را برای معرفی پیاده‌سازی اسناد الکترونیکی و صرفه جویی در منابع راه‌اندازی کرد که امکان صرفه جویی سالانه ۷ تن کاغذ را فراهم کرد. در همین سال این برند اسپانسر غرفه اوکراین در پنجاه و سومین بینال ونیز شد.
در مجموع، طی سال‌های ۲۰۱۰–۲۰۱۱ (=بهمن ۱۳۸۸ – دی ۱۳۹۰)، این شرکت ۱۹ میلیون گریونیا برای تأمین مالی پروژه‌های اجتماعی هزینه کرده‌است.
در سال ۲۰۱۴ (=۱۳۹۲/۱۳۹۳) شرکت دسته‌بندی و ارسال زباله برای بازیافت را ایجاد نمود.
در پاییز ۲۰۲۲ (=۱۴۰۱) نمیروف تجهیزات و داروهای توانبخشی را به موسسات پزشکی در استان وینیتسیا اهدا کرد. در مجموع قرار است کمکی به مبلغ ۱۰ میلیون گریونیا منتقل شود.